# 城田すず子
城田 すず子（しろた すずこ、1921年6月30日 - 1993年）は、日本の元娼婦。
17歳で芸者屋に奉公に出たのを皮切りに、南洋の遊郭等で働く。太平洋戦争中慰安所の帳簿係を務めたこともある。戦後はGI（アメリカ軍軍人）を相手に娼売した。更生施設でキリスト教に入信。

## 生涯

### 公娼時代
下町のパン屋の5人兄弟の長女として生まれ、14歳で母親と死別。17歳で神楽坂の芸者屋に奉公に出た。横浜の新天地の遊郭に住み替えした時点では、芸者屋に1800円ほどの借金があったという。その後、3年契約2500円の話を受け、台湾の澎湖島の妓楼に移る。同地では8か月間働いたが、生活費や着物代で借金は減らなかった。一度東京に戻るも、弟妹の暮らしぶりを見て、3000円の借金で南洋行きを決断する。サイパン・トラック島で働いた後、現地で身請けされる。その後一旦内地に帰ってから再び南洋へ。他人の世話で慰安所の帳簿係も経験した。

### 戦後
戦後は九州や神戸などでアメリカ兵を相手に体を売っていた。この頃薬物や博打に溺れる。荒んだ生活の末、豊橋の遊女屋で知り合った学生と出奔。逗子の海岸で心中を図るが、一人命を取り止める。この頃の借金は2万5000円ほど。暫くして吉原を経て、外国の高級船員を目当てに横浜の本牧へ。病気で借金が5万円まで膨らむが、他人の厚意で返済。

### 更生施設へ
借金返済後も堅気の仕事は見つからず、御殿場の駅で購入した『サンデー毎日』で赤線出身者や家出少女の為の更生施設の存在を知り、大久保の矯風会慈善寮に入寮。入寮中にキリスト教徒となる。二度の手術も経験する。洗髪中に背骨を骨折して以来寝たきりの生活になり、晩年は社会復帰困難な女性たちの為の長期収容施設「かにた婦人の村」で過ごす。

### 自伝出版と慰霊碑
1985年、城田は自伝『マリヤの賛歌』を出版した。その第二版のあとがきには「中国、東南アジア、南西諸島、アリューシャン列島で、性の提供をさせられた娘たちは、さんざん弄ばれて、足でまといになると、放り出され、荒野でさまよい、凍てつく原野で飢え…」と書いている。
1986年、城田の希望を受け、戦時中の慰安婦の為の慰霊碑「噫従軍慰安婦」が建てられた。1998年に韓国挺身隊問題対策協議会の尹貞玉が訪問したことにより、慰安婦問題に大きな影響を与えることになった。

## 著書
- 『愛と肉の告白』桜桃社（1962）
- 『マリヤの賛歌』日本基督教団出版局（1971）